# Ematurga ngana
Ematurga ngana là một loài bướm đêm trong họ Geometridae.